# Borowski I
Borowski – polski herb szlachecki

## Opis herbu
Na tarczy czterodzielnej w polach I i IV błękitnych róg jeleni odnogami w lewo, w II i III czerwonych - wspięty lew złoty w lewo. 
W klejnocie nad hełmem w koronie trzy pióra strusie.

## Najwcześniejsze wzmianki
Nadany 3 stycznia 1826 roku przez Fryderyka Wilhelma III.

## Herbowni
Nieznani.